# 高晓明 (企业家)
高晓明（1961年—），江西临川人，汉族，中华人民共和国政治人物、第十一届全国人民代表大会福建地区代表。
毕业于厦门大学经济管理学院，是中共党员。担任福建铙山纸业公司董事长。2008年起担任全国人大代表。